# Epidendrum difforme
Epidendrum difforme es una especie de orquídea epífita del género Epidendrum.

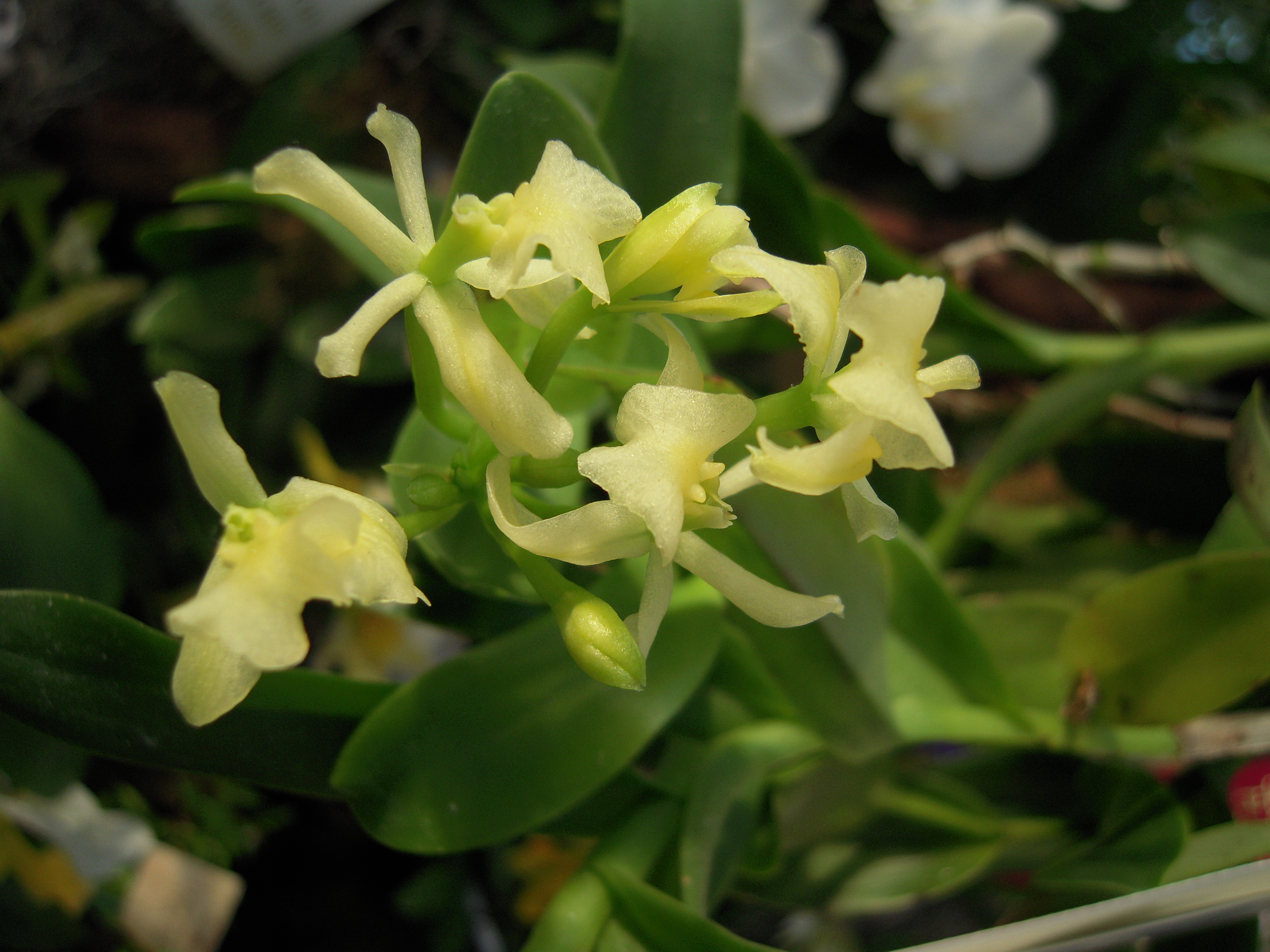
Detalle de las flores

## Descripción
Es una orquídea cespitosa colgante o erecta, de tamaño variable, que prefiere el clima cálido al frío. Tiene hábitos epífitas con numerosas y frondosos tallos, flexuosos completamente envueltos por vainas persistentes coriáceas que llevan hojas carnosas, oblongas a elíptico- lanceoladas, obtusas, basalmente juntas. Florece en cualquier momento durante el año, pero sobre todo en el final de la primavera y el verano en una corta inflorescencia, en forma de umbela con una a muchas  flores, está subtendida por una espata grande con flores fragantes, translúcidas de color verde o blanco.

## Distribución y hábitat
Se encuentra en América tropical hasta elevaciones de 3000 metros. 

## Taxonomía
Epidendrum difforme fue descrita por Nikolaus Joseph von Jacquin  y publicado en Enumeratio Systematica Plantarum, quas in insulis Caribaeis 29. 1760.
Etimología
Ver: Epidendrum
difforme: epíteto latino que significa "diferente".
Sinonimia
- Amphiglottis difformis (Jacq.) Britton
- Auliza difformis (Jacq.) Small
- Epidendrum arachnoideum Barb.Rodr.
- Epidendrum difforme (Jacq.) Sw.
- Epidendrum latilabrum Lindl.
- Epidendrum radiatum Hoffmanns.
- Epidendrum virens Hoffmanns.
- Neolehmannia difformis  (Jacq.) Pabst[4][5]